# Pont-d’Ouilly
Pont-d’Ouilly ist eine französische Gemeinde mit 999 Einwohnern (Stand 1. Januar 2022) im Département Calvados der Region Normandie.

## Geografie
Pont-d’Ouilly liegt inmitten der Landschaft Normannische Schweiz, an der Mündung des Flusses Noireau in die Orne. Der Ort liegt 40 Kilometer südlich von Caen, 18 Kilometer westlich von Falaise und zwölf Kilometer östlich von Condé-sur-Noireau. Das Gemeindegebiet grenzt an das Département Orne. Die höchste Erhebung des Gemeindegebiets ist der 252 Meter hohe Mont-Pitois. Das Flussufer der Orne bildet im Norden des Gemeindegebiets auf einer Höhe von 42 Metern den niedrigsten Punkt.

### Gliederung
Pont-d’Ouilly setzt sich aus den drei ehemals selbstständigen Gemeinden Saint-Marc-d’Ouilly, Saint-Christophe und Ouilly-le-Basset zusammen. Saint-Christophe war die kleinste der drei Gemeinden und wurde bereits 1826 nach Ouilly-le-Basset eingemeindet. Zu dieser Zeit lag Ouilly-le-Basset am rechten Orne-Ufer, Saint-Marc-d’Ouilly am linken. Auch weil beide Gemeinden durch den Zweiten Weltkrieg schwer beschädigt wurden, wurden sie am 23. August 1947 zusammengelegt.

## Kultur und Sehenswürdigkeiten

### Geschichte
Im Januar 1818 wurde Pont-d’Ouilly ans Postsystem angeschlossen. Drei Jahre später, im Juli 1821, wurde eine Poststelle eingerichtet. Diese änderte im Jahr 1881 ihren Standort. Das Telefon kam 1905 nach Pont-d’Ouilly. Mit der Eröffnung der Strecke von Berjou nach Caen wurde der Ort am 15. Mai 1873 ans Eisenbahnnetz angeschlossen. Ein Jahr später wurde zusätzlich die Strecke von Berjou nach Falaise eröffnet, die allerdings 1969 stillgelegt wurde. Seit dem 25. Februar 1892 hat Pont-d’Ouilly seine eigene Feuerwehr.
Die erste Schule im Ort war eine Jesuitenschule, die 1715 entstand. Die öffentliche Schule von Ouilly-le-Basset eröffnete 1852, die von Saint-Marc-d’Ouilly 1877. Die Grundsteinlegung für die aktuelle Schule erfolgte am 12. April 1953.

### Kirchen
Die Kirche Sainte-Therèse im Ortszentrum entstand 1925 an der Stelle, wo schon seit dem 12. Jahrhundert eine Kapelle gestanden hatte. 1926 wurde sie gesegnet und am 16. Oktober 1932 geweiht. Als erste Kirche trug sie den Namen der Heiligen Therese von Lisieux. Die Kirche Saint-Jean-Baptiste im Ortsteil Ouilly-le-Basset besteht seit 1860 und ersetzte damals eine alte Kapelle. Ihre Glasfenster, die aus dem Jahr 1961 stammen, stellen die sieben Sakramente dar. Im Ortsteil Saint-Marc-d’Ouilly befindet sich die Kirche Saint-Medard. Sie entstand 1889 und ersetzte damit ein älteres Kirchengebäude aus dem 12. Jahrhundert. Ebenfalls in Saint-Marc-d’Ouilly liegt die Kapelle Saint-Roch. Diese Kapelle aus dem späten 16. Jahrhundert wurde 1933 komplett erneuert. Malereien im Inneren zeigen das Leben des Rochus von Montpellier, dem die Kapelle gewidmet ist.

### Brücken

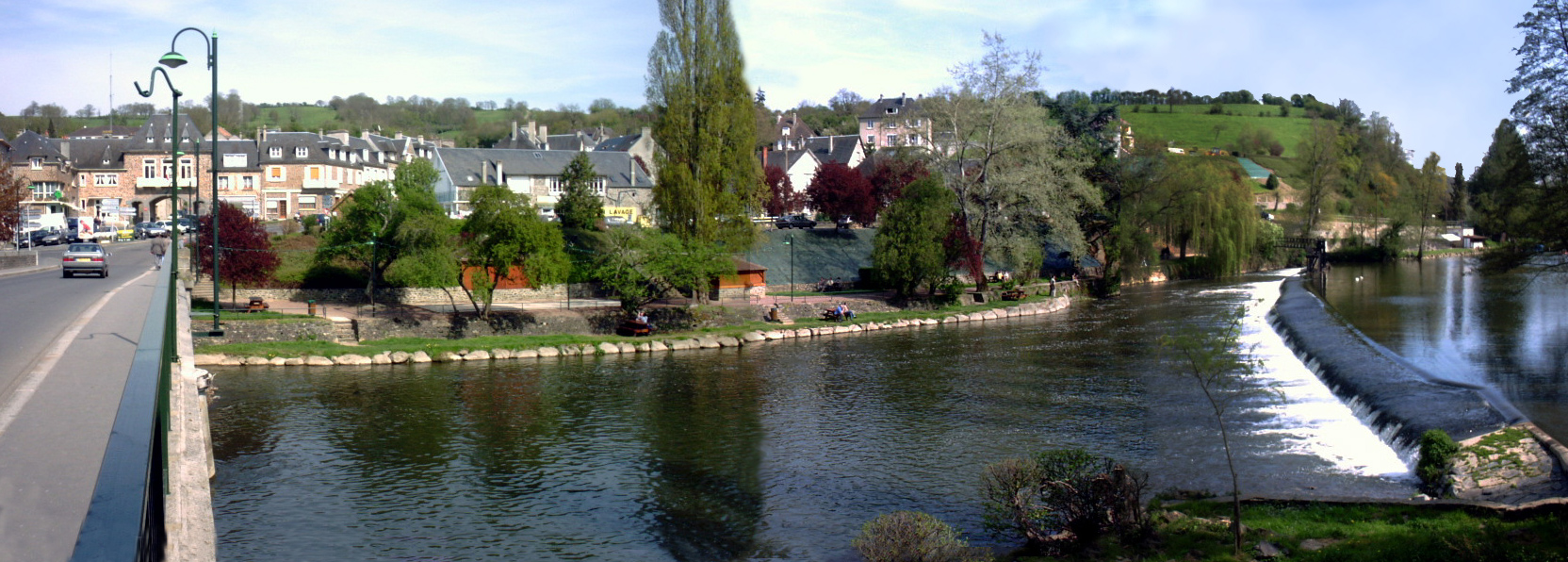
Links die Brücke, im Hintergrund ein Teil des Ortes

Die alte Brücke über die Orne wurde von acht Bögen getragen und hatte bis ins 19. Jahrhundert Bestand. Sie verband Ouilly-le-Basset mit Saint-Marc-d’Ouilly. Zwischen 1849 und 1851 wurde eine neue Brücke errichtet. Diese wurde nur wenig später, durch ein Hochwasser am 5. Oktober 1852, teilweise zerstört. Die danach reparierte Brücke bestand aus fünf Bögen. Am 12. August 1944 wurde diese Brücke endgültig zerstört, nachdem sie zuvor bereits stark beschädigt war. Schon am 19. August stellten britische Truppen eine Behelfsbrücke fertig. 1947 begannen die Arbeiten an der aktuellen Brücke, die am 17. Mai 1948 offiziell eingeweiht wurde.

## Bevölkerungsentwicklung
| Jahr      | 1962 | 1968 | 1975 | 1982 | 1990 | 1999 | 2008 | 2019 |
| Einwohner | 1194 | 1279 | 1230 | 1049 | 1002 | 1050 | 1040 | 975  |